# Brandfallabschaltung
Unter Brandfallabschaltung oder Abschalteinrichtung versteht man eine Vorrichtung, die bei Photovoltaikanlagen die von den Photovoltaikmodulen erzeugte Gleichspannung abschalten kann, die bis zu 1000 V betragen kann. Sie stellt eine Ergänzung der Einrichtung zur Netzüberwachung mit zugeordneten Schaltorganen (ENS) dar.

## Beschreibung und Risiken

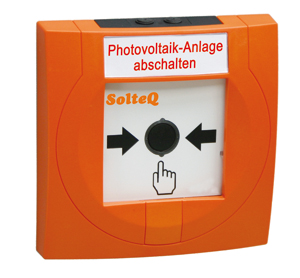
BFA-Handschalter

Photovoltaikmodule erzeugen, sobald Licht auf sie fällt, an ihren Anschlussklemmen eine elektrische Spannung. Man schaltet mehrere Photovoltaikmodule in Reihe, zu sogenannten Strings, wodurch die Summenspannungen zunehmen. Bereits vier Module erzeugen eine über der zulässigen Schutzkleinspannung liegende Gleichspannung (definiert in VDE0100-712) von 120 V, mehr als laut Verband der Elektrotechnik, Elektronik und Informationstechnik (VDE) für den menschlichen Körper als unbedenklich zu erachten ist. Kommt es in einem Gebäude mit Photovoltaikanlage zu einem Brand, besteht für die eingesetzten Helfer ein hohes Stromschlag-Risiko durch die von der Anlage erzeugte Spannung. In den letzten Jahren hat sich jedoch auch ergeben, dass nicht nur im Falle eines Brandes eine erhöhte Stromschlaggefahr besteht, sondern auch bei Wartungs- oder Reinigungsarbeiten. Eine PV-Anlage, gleich welcher Größe, erzeugt in der Regel immer eine sehr hohe DC-Spannung. Eine Anlage mit 15 Modulen erzeugt bereits 600 V. Hinzu kommt die Gefahr durch entstehende Lichtbögen, die bei möglichen Defekten an Kabeln, Steckverbindungen oder sonstigen Anlagenteilen entstehen können. Dies kann passieren, indem unter den Kabeln oder gegen Anlagenteile ein Kurzschluss entstehen kann. Durch Tierbiss oder Windbewegungen, Scheuerstellen und offene Stellen kann es sehr schnell zum Kurzschluss kommen, der unweigerlich einen Lichtbogen entstehen lässt. Im Gegensatz zur Wechselspannung (AC) bleibt ein Lichtbogen bei einer Gleichspannung (DC) konstant. Durch Betätigen des DC-Lasttrennschalters (Pflicht in Anlagen ab Juni 2006) kann ein Lichtbogen unterbrochen werden. Die beste Möglichkeit einen Lichtbogen zu löschen ist, die Energiequelle abzuschalten, also das PV-Modul.
Von verschiedenen Herstellern wurden Systeme entwickelt, die im Falle eines Brandes die Photovoltaikanlage abschalten, um die Gefährdung der eingesetzten Helfer so gering wie möglich zu halten (siehe: Feuerwehrschalter). Seit 1. Juni 2006 sind Lastschalter im Wechselrichter und Generatoranschlusskasten gesetzlich vorgeschrieben.
Photovoltaikanlagen erzeugen sehr hohe und gefährliche Spannungen, die jedoch mit den richtigen Mitteln meist durchaus zu beherrschen sind, was die Gefahren einer PV-Anlage minimiert. Der TÜV Rheinland, das Fraunhofer ISE und das Bundesumweltministerium haben bisherige Brandfälle nachrecherchiert. Dabei stellte sich heraus: In Foren und der Presse wurden die Gefahren manchmal übertrieben. So war auf einem Haus in Rösrath, über dessen Brand unter anderem „Stern Online“ berichtete, entgegen früheren Angaben keine Photovoltaikanlage, sondern eine Solarthermieanlage (zur Erzeugung von Wärmeenergie) installiert.
In einem Positionspapier vom 8. November 2010 forderte der Deutsche Feuerwehrverband (DFV) die Photovoltaikindustrie auf, umgehend eine weitreichende technische Lösung für den gefahrlosen Einsatz im Bereich von Photovoltaikanlagen zu erarbeiten.
Bei Brandmeldeanlagen wird in den technischen Anschlussbedingungen in einigen Bundesländern eine automatische Abschaltung der PV-Anlage gefordert.

## Funktionsweise
Derzeit werden verschiedene Systeme von unterschiedlichen Herstellern angeboten (siehe: Feuerwehrschalter). Es gibt elektrische Komponenten, die auf Wechselspannungsseite nach dem Solarwechselrichter die ungewollte Bildung eines Inselnetzes verhindern.
Andere Komponenten können die Leitung zwischen Dach und Wechselrichter unterbrechen, was jedoch nur eine Kompromisslösung darstellt, die Anlage jedoch nicht abschaltet. Hierbei werden lediglich die Leitungen vom Dach zum Wechselrichter abgetrennt, auf dem Dach selbst liegt immer noch die volle Spannung an, welche im Brandfall für den Innenangriff meist kein Problem mehr darstellt.
Die einzige Möglichkeit, eine PV-Anlage sicher und vollständig abzuschalten ist es, jede einzelne Spannungsquelle, also jedes einzelne PV-Modul, abzuschalten (siehe z. B.: SolarEdge). Um maximale Sicherheit für Einsatz- und Servicekräfte zu erreichen, muss jedes Modul direkt an seinen Anschlüssen kurzgeschlossen werden, so dass es keine Spannung mehr in das Leitungssystem abgeben kann.